# Сизов, Андрей Андреевич
Андре́й Андре́евич Сизо́в (род. 11 марта 1981, Астрахань, РСФСР, СССР) — российский топ-менеджер, инженер, руководитель ряда энергетических и инфраструктурных проектов. Глава совета директоров АО «ЛОЭСК».

## Образование, научная деятельность
В 2002 году окончил с красным дипломом Южно-Российский государственный политехнический университет (ныне Южно-Российский государственный политехнический университет имени М. И. Платова) по специальности «инженер-строитель систем водоснабжения и водоотведения». В 2010 году там же окончил аспирантуру. Кандидат технических наук.
В 2013 году получил диплом Российской академии государственной службы при Президенте РФ по специальности «стратегическое управление и политика бизнеса». В 2016 году окончил Южно-Российский государственный политехнический университет имени М. И. Платова по специальности "инженер-энергетик по электрическим сетям и станциям". В 2023 году является докторантом МГИМО МИД РФ.
Автор ряда научных работ, книги «Атомный менеджмент СССР», статей «Глобальный рынок угля в новых геополитических реалиях», «Развитие гидрогенерации как фактор современных трансформаций международных отношений».
В мае 2023 г. высказался за "кардинальный пересмотр системы международных соглашений, касающихся использования водных ресурсов".

## Карьера
С 2008 руководил производственными компаниями, поставщиками энергетических и коммунальных услуг в Ханты-Мансийском автономном округе (ОАО «ЮКЭК — Югорская коммунальная эксплуатирующая компания» с 1 декабря 2008 года и ОАО «ЮТЭК — Региональные сети» с 18 апреля 2009), затем был приглашен в Санкт-Петербург. Работал заместителем председателя Комитета по энергетике и инженерному обеспечению Санкт-Петербурга. В 2015—2016 гг. — генеральный директор АО «Санкт-Петербургские электрические сети», а также АО «Петродворцовая электросеть».
В 2016—2019 годах работал в государственной корпорации «Роскосмос», где являлся директором по инженерной инфраструктуре, руководителем группы по анализу и подготовке предложений об организации эксплуатации объектов ТЭК комплекса «Байконур».
С 2019 года является генеральным директором и управляющим партнером ООО «Приморский универсально-перегрузочный комплекс», а также с 2020 года — генеральным директором, управляющим партнером и председателем совета директоров АО «ЛОЭСК — Электрические сети Санкт-Петербурга и Ленинградской области».
С 2022 г. — председатель правления ООО «Балтийский метанол».

## Семья
Женат, воспитывает шестерых детей.

## Награды
Государственный советник Санкт-Петербурга 3-го класса.
Отмечен почетной грамотой Министерства энергетики РФ (2022).
В 2024 году награждён почётным званием Министерства энергетики  РФ "Почётный энергетик".
В 2024 году награждён приказом Минстроя знаком "Почётный строитель России" (приказ 338/пр от 21 мая 2024).

## Публикации
- Сизов А. Энергетические аспекты международной политики. Тенденции и перспективы. М.: Альпина PRO, 2024. — 242 c.